# Округ Портер (Индијана)
Портер (енгл. Porter County) је округ у америчкој савезној држави Индијана.

## Демографија
По попису из 2010. године број становника је 164.343, што је 17.545 (12,0%) становника више него 2000. године.
| Група             | 2000.           | 2010.           |
| Белци             | 135.334 (92,2%) | 141.243 (85,9%) |
| Афроамериканци    | 1.344 (0,9%)    | 4.894 (3,0%)    |
| Азијати           | 1.341 (0,9%)    | 1.994 (1,2%)    |
| Хиспаноамериканци | 7.079 (4,8%)    | 13.933 (8,5%)   |
| Укупно            | 146.798         | 164.343         |